# Gare d’Achiet
Gare d’Achiet vasútállomás Franciaországban, Achiet-le-Grand településen.

## Vasútvonalak
Az állomást az alábbi vasútvonalak érintik:
- Párizs-Lille-vasútvonal

## Kapcsolódó állomások
A vasútállomáshoz az alábbi állomások vannak a legközelebb:
- Gare de Miraumont
- Gare de Courcelles-le-Comte